# 大砲

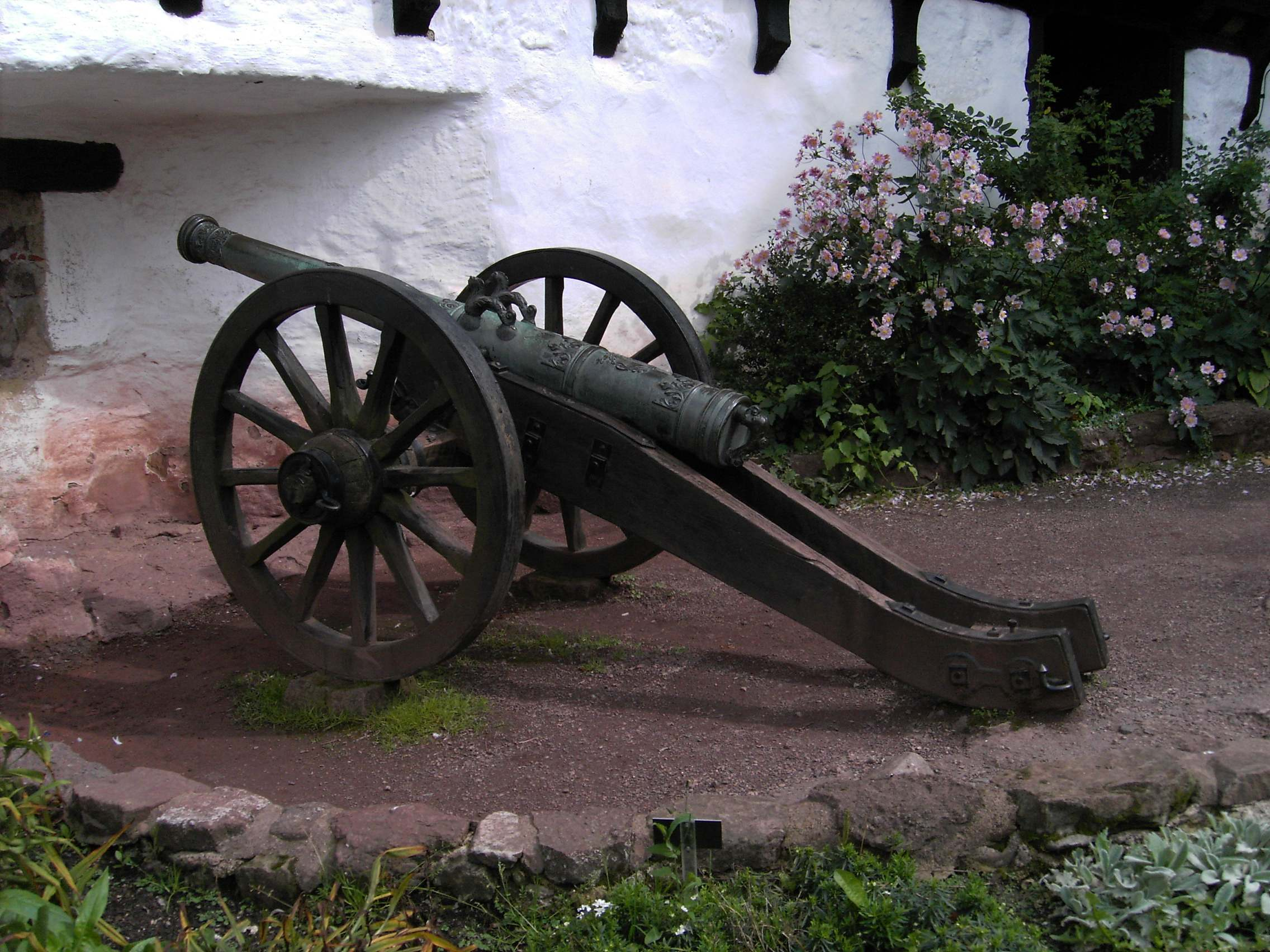
17世紀のカノン砲

大砲（たいほう）は、火薬の燃焼力を用いて砲弾を高速で発射し、砲弾の運動量または砲弾自体の化学的な爆発によって、敵および構造物を破壊・殺傷する兵器の総称。火砲（）、砲（）とも称す。

## 概要
主に分類される火器は重火器で、銃より口径が大きい物とされる。ただし、この銃と砲との境界となる口径のサイズは軍や時代によって異なる。数える際の単位は挺ではなく門である。一般的には「銃よりも威力（殺傷力や破壊力）の大きく、個人では扱えない大きな火器」と認識される。大砲の弾を砲弾といい、大砲を専門に扱う兵を砲兵、特に発射する人を砲手という。
大砲の役割は敵を容赦なく攻撃し、防御の壁を打ち砕くことにある。こういった大砲の威力を決定づける要素とは、『射程』『精度』『発射速度』『機動性』『貫通力』『砲弾運動エネルギー』『砲弾炸薬（形状含）』『破片殺傷性』の8つである。
なお、火器および漢字漢語が発祥した中国の原義では、「砲」とは投石器の類も含む大質量弾の投射兵器全般を指すものである。これに対し「銃」は金属筒に弾火薬を充填する機械構造を指すものであり、元来、銃と砲は単純にサイズで区別する同列の概念ではない。実際に古来より鉄砲というように、大きければ砲という認識が確固としてあったわけではない。さらに、佐賀藩が大砲製造のため設置した部署は「大銃製造方」といい、幕末頃まで大砲＝大型の銃として「大銃」とも呼んでいた。
銃は手段、砲は目的を指すものともいえる。似たような事が自走砲と戦車にも言え、戦車とは戦術目的上の概念であり、その手段として自走砲の形態をとっている。初期の戦車は大砲を備えていないものもあった。

## 歴史

### 前史
カタパルト、トレビュシェットやバリスタのように、機械的な力によって弾丸を放出する兵器は古代から存在した。それらは射程を伸ばすために「捻れ」や「回転」といった物理の法則原理を応用していた。「捻れ」によって得たエネルギーをロープに伝えることが重要だったのだ。初期の大型兵器は石などを遠くに飛ばす為この力を利用した。アームの部分を引くとロープが捻れて力が加わりエネルギーを蓄えられ、あとは金具を外すだけでその瞬間に力が解放される。2メートル近い巨大な矢、そして石の塊が、遠く離れた敵を容赦なく襲った。その為バリスタやカタパルトが戦場に姿を現すと、敵は恐れおののき、震え上がったという。

### 中世
中国では1259年に南宋の寿春府で開発された突火槍と呼ばれる竹製火砲が早い時期の物とみられる、また1332年には大元統治下で、青銅鋳造の砲身長35.3cm口径10.5cmの火砲が製造され、元末に起きた農民蜂起でも多数使用された。中央アジアや西アジアでもティムール軍がイラン・イラク地域の征服、オスマン帝国のバヤズィト1世やジョチ・ウルスのトクタミシュとの戦役において攻城用の重砲と野戦用の小口径火砲を用いている。

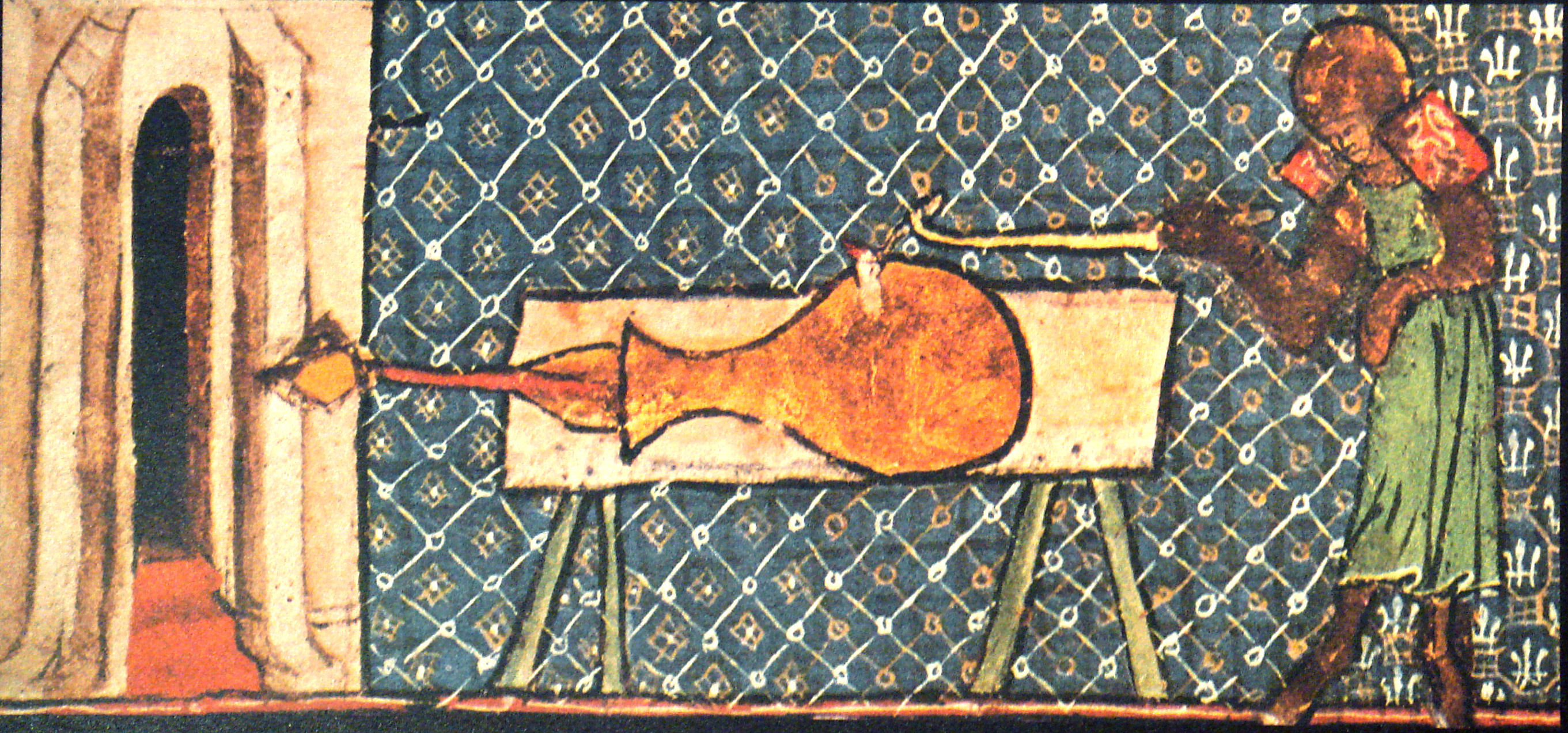
西洋最古の大砲の記録図, De nobilitatibus sapientii et prudentiis regum, Walter de Milemete, 1326

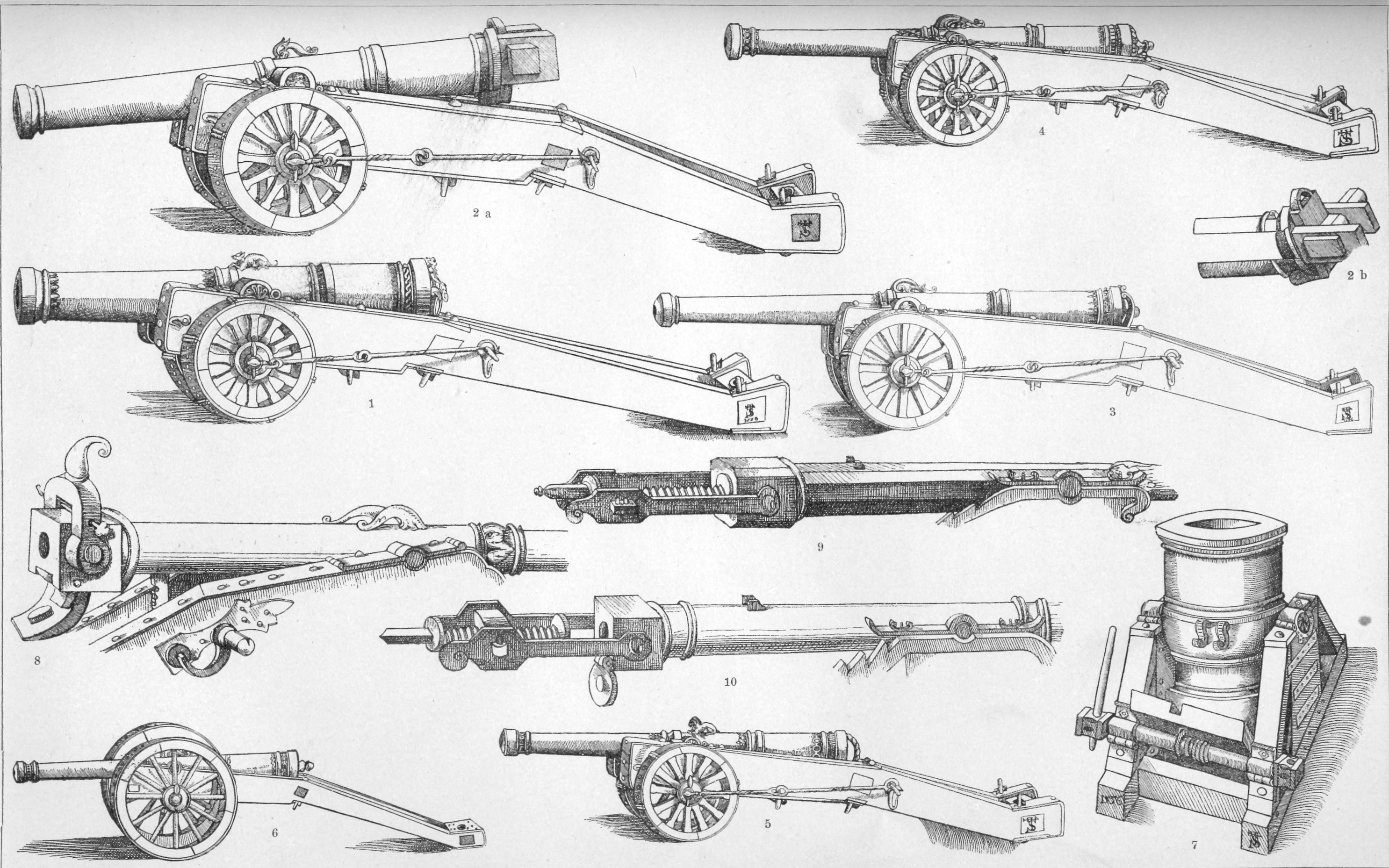
16世紀の各種大砲を描いた図。前装砲のほか、後装砲や臼砲もある

西欧世界で現存する最古の火砲的な物の記録図は、14世紀（1326年）。イギリスのスコラ学者 Walter de Milemete の手稿にあるスケッチには、細長い矢のような物を打ち出す砲のようなものが描かれている。ただし、これは実際に作られたかどうかも、実戦で使われたかどうかも不明である。その後西欧では一世紀以上を経て東方の技術が伝わり、現在のような形へ改良される。つまり、矢状の投射物ではなく球形の砲丸を発射するための、太さが均一な管の形をした大砲は、西欧では15世紀の初頭ごろから見られるようになったという事だ。この時代の大砲は射石砲またはボンバード砲と呼ばれ、石の砲丸を発射するものだった。15世紀半ば頃までには、西欧にも火砲の革新が伝わった。砲丸を大きく、射出速度を速くして投射物に巨大な運動量を与えるためには、多量の装薬の爆発に耐えうる強靭な砲身が必要であるが、その強度を得るために鋳造によって一体成型された大砲が、この時期に作られるようになった。
高い破壊力を持った重砲の発達によってそれまで難攻不落であった防衛設備を短時間のうちに陥落させることができるようになり、防衛側と攻撃側の力関係の変化を生じさせた。1453年にオスマン帝国によるコンスタンティノポリス包囲戦という歴史的出来事が起きたが、それには口径の大きな重砲が決定的な役割を果たしている。また、百年戦争末期のノルマンディーとボルドーからのイギリス軍の撤退においても火砲は重要な役割を果たした。
大筒は、日本の戦国時代後期から江戸時代にかけての大砲の呼称であり、その一種の事。戦国時代後期より用いられ、攻城戦や海戦において構造物破壊に威力を発揮した。

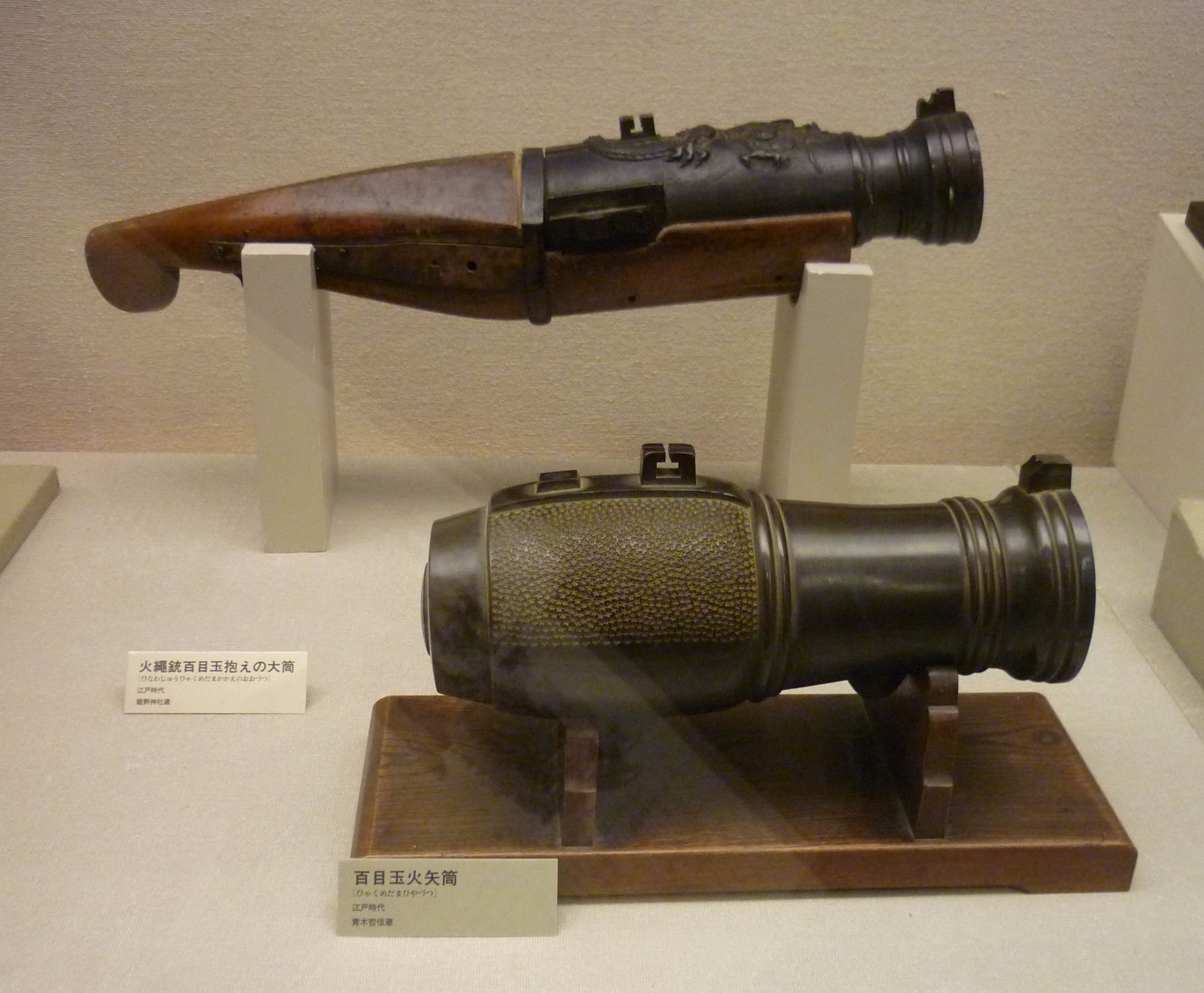
百目玉火矢銃と火縄銃百目玉抱え大筒

さらに15世紀後半には、石の弾丸に替わる鉄製の弾丸や、燃焼速度の速い粒状の火薬などの新テクノロジーの発達もあり、また小型で軽量ながら馬曳きで運搬可能な強力な攻城砲も出現した。ちなみにそれ以前までの攻城砲は巨大なカスタムメイドの兵器であり、たとえばコンスタンティノープルの城壁を打ち破ったウルバン砲は戦場から200キロメートル強離れた首都エディルネで鋳造されていた。
近代的な意味での大砲は15世紀末までにはほぼ完成を見ており、1840年代までは瑣末な改良を除いて本質的には同じ設計のものが使われつづけた。1494年にナポリの王位継承権を争ってフランス王シャルル8世がイタリアに侵入したとき、フランス軍は牽引可能な車輪付砲架を備えた大砲を引き連れていた。この大砲は旧来の高い城壁を一日の戦闘で撃ち崩してしまった。それによって、盛り土の土塁によって大砲の撃力を吸収することを目的とした築城術の革命を引き起こした。
一方、初期の大砲は鋳鉄や鍛鉄製であったが、素材の強度が威力向上化に追いつかず、金属文明の定性に逆行し鋳造性の良い青銅製に取って代わった。この名残で青銅は砲金ともいう。連射性、装填作業性を改善する後装式大砲の概念もフランキ砲のように早くから存在したが、増大する発射ガス圧をやはり封止できない問題があり廃れた。ライフリングの発明も15世紀だが、前装式では装填が面倒であることに加え、弾体がライフリングに食い込みながら銃砲身内を進むことで受ける抵抗のため内圧が上昇することで破裂（腔発）を起こす問題を解決できず、これらのアイデアの実用化は鋼鉄製火器の製造が可能になるのを待たねばならなかった。
また、大砲の発達は海上戦闘に対して、地上戦闘とは違った革命的な変化をもたらした。船舶同士の戦いでは衝角を装備しての敵船体への体当たり攻撃および敵船に乗り移っての白兵戦が古来の戦法であったが、これに大砲が加わる事となった。当時の艦載砲の威力では船体を完全破壊する事は不可能であったが、自立航行が不可能になるまで損傷を負わせる事や、白兵戦の前段階として敵艦の兵を死傷させる事は可能であった。16世紀の西地中海においてオスマン帝国が常に制海権を握り続けたのは、船舶の性能差もあるが、それよりも大砲の性能差による部分が大きかったといえる。また1571年のレパントの海戦においても、スペインを中心とした連合軍による、地中海の覇者オスマン帝国の撃破には大砲の火力が大きく貢献していた。
こういった兵器は仕組みは原始的だが、敵に対して心理的にもダメージを与える事が出来る事を、古代や中世の砲兵達は十分に知っていた。その凄まじい威力のために、その砲火にさらされた兵士達は敗北を予測してしまい、精神面で負けて絶望感を抱いた。精神的にダメージを負った兵士にとって弾が飛んでくる音は恐怖の象徴であり、それは古代の石も現代の砲弾も同じであった。狙われたら抵抗する術が無く、正に最強の兵器と想像せざるを得ない状況にもなり、勇敢な兵士達の気力を抉いて戦うことを諦めさせてしまう、大砲にはそれほどまでに恐ろしい破壊的な威力があった。

### 近世
近世では大砲は野戦での活用も行なわれるようになる。性能を敢えて抑えるという設計指針に基いて砲身の軽量化や砲架の改良がなされ、また榴弾やぶどう弾といった軟目標に有効な砲弾も用いられ始めた。なにより中央集権化による富と権力の集中は、それまで高価で数を揃えられなかった大砲の配備数を大きく増やすことに繋がり、大砲は戦場における重要な地位を占めることになる。18世紀にはグリボーバル・システムにより、大砲の規格化と工業化が更に推し進められた。

### 近代

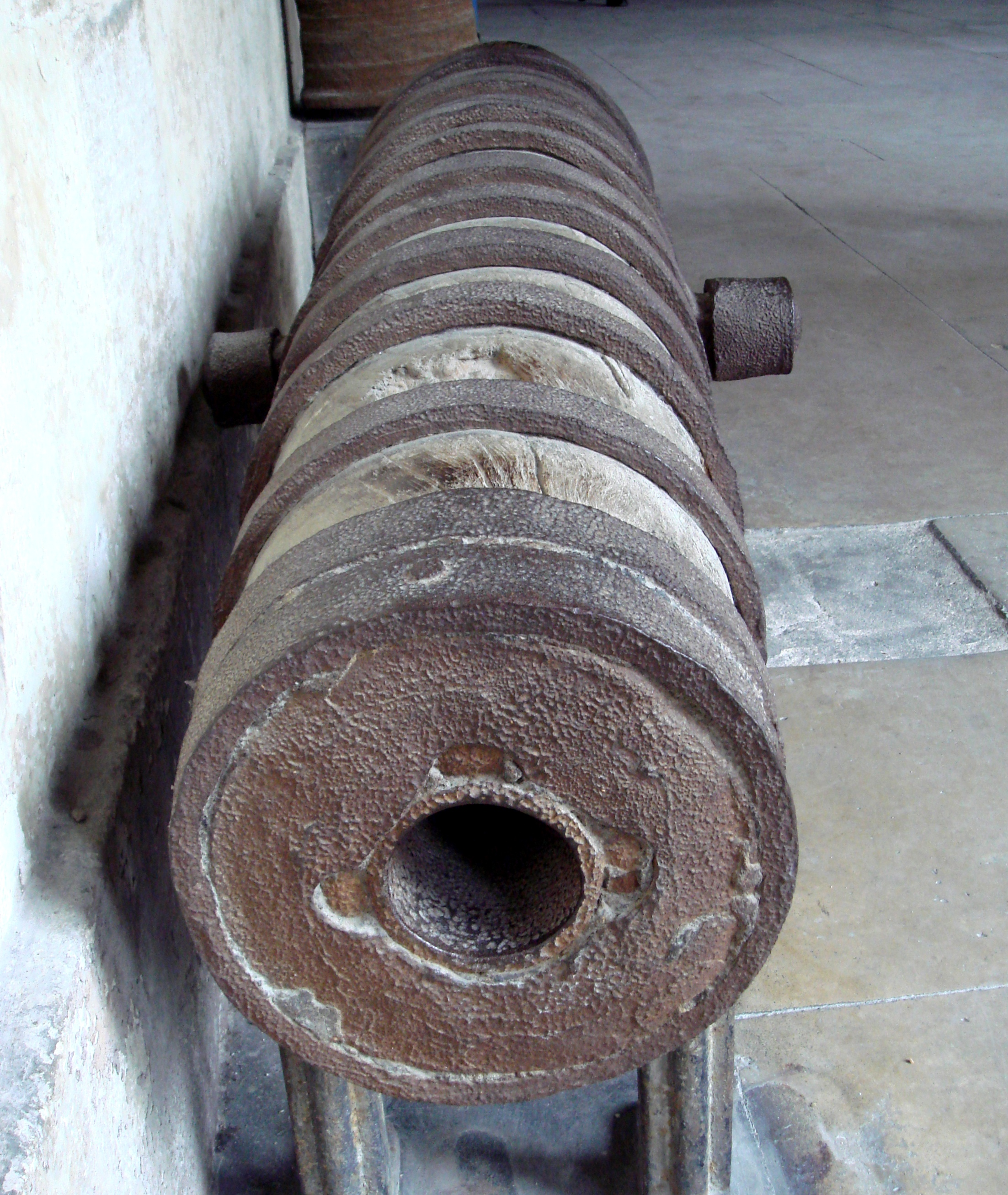
ベトナムヴィンロンに設置されていた木製大砲（1862年）

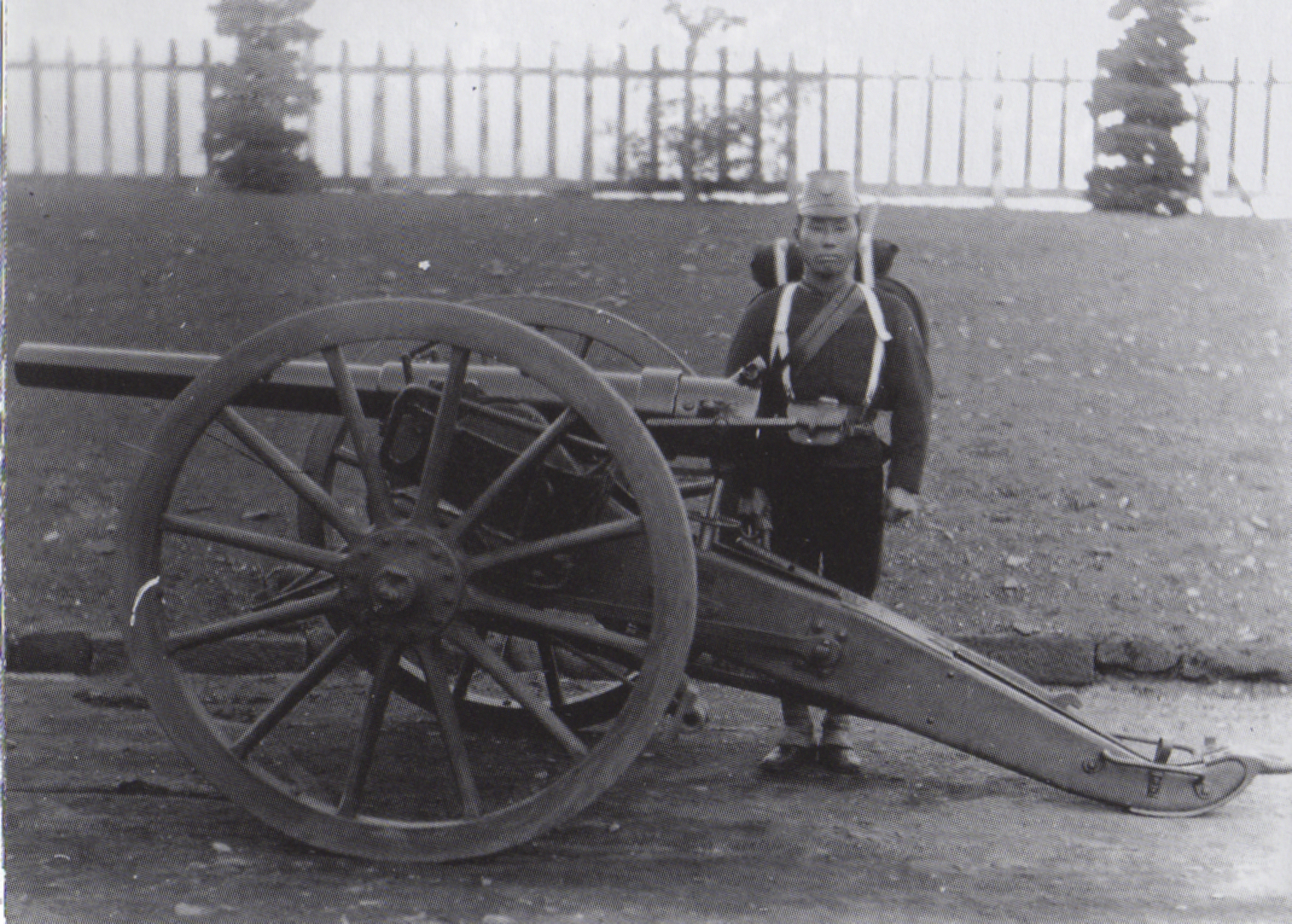
大日本帝国陸軍、1882年（明治15年）当時の砲兵下士卒の軍装

18世紀ごろからの産業革命に伴う製鉄技術の向上によって、脆く壊れやすい鋳鉄からより強靭で良質な錬鉄の大量生産が可能となり、鋳鋼製の大砲の製造が可能となった。また、製造精度の向上によって、駐退機、後装式、砲身へのライフリングなど、現在の大砲に用いられる基礎的な技術が実用化された。
近代以前の大砲は、砲撃を行なう度に反動によって砲全体が後退し再び狙いをつけて砲撃をするため、連続した砲撃を行うことができなかった。また、大砲自体が動くため砲撃精度は保証されず、砲撃の度に着弾点が大きく変わるといった欠点があった。1840年ごろから実用化されはじめた駐退機の登場によって、発射の反動を砲身の後退で吸収し、砲自体の位置を後退させずに済むようになり、砲撃の精度が向上した。また、1897年にはフランスのM1897 75mm野砲で液気圧式駐退復座機が採用され、高速な連射が可能になった。
砲の後方から砲弾と火薬を装填する後装式は前装式と比べ、砲弾の装填が容易にかつ迅速に行える。初期の後装式砲は15世紀までには登場しており、フランキ式や縦栓式があった。しかし、この当時の技術による後装式砲は尾栓の気密性が低く燃焼ガスの漏れや強度不足により、前装式に対して威力が劣っていたり暴発などが起こった。これに対して産業革命期の製造精度の向上は尾栓の機密精度を向上させ、また錬鉄による頑丈な砲身によって、後装式の大砲が実用化された。
ライフリングによる精度の向上もあった。ライフイングは砲身内部に施された螺旋状の溝に沿って砲弾が回転しながら射出されることにより砲弾にジャイロ効果が働き、精度、速度、射程が向上する方法である。前装式の砲では装填の面倒さなどから実用化されていなかったが、後装式砲の登場によって大砲で実用されるようになった。
これらの技術は1800年代中盤から実用化され始め、南北戦争で用いられたホイットワース砲などがある。産業革命によってもたらされたこれらの技術は、この時代以降それまでの砲とは比較にならないほどの威力と、砲撃の精度、射程の向上を大砲にもたらした。

### 第一次世界大戦〜第二次世界大戦

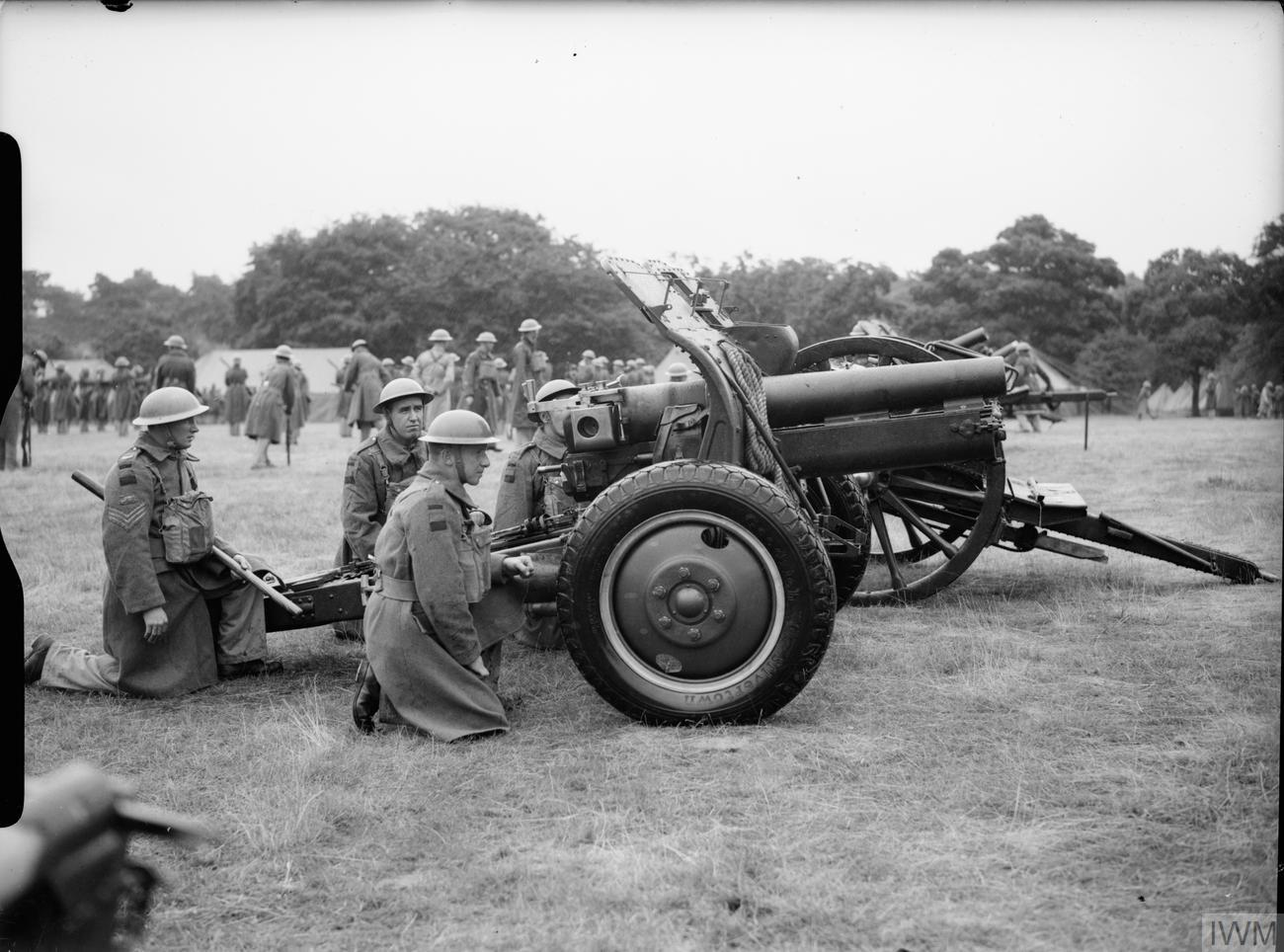
両大戦でイギリス軍が使用した「QF 4.5インチ榴弾砲」Mk.1P（1940年に撮影された、イギリスにおけるニュージーランド軍の演習）

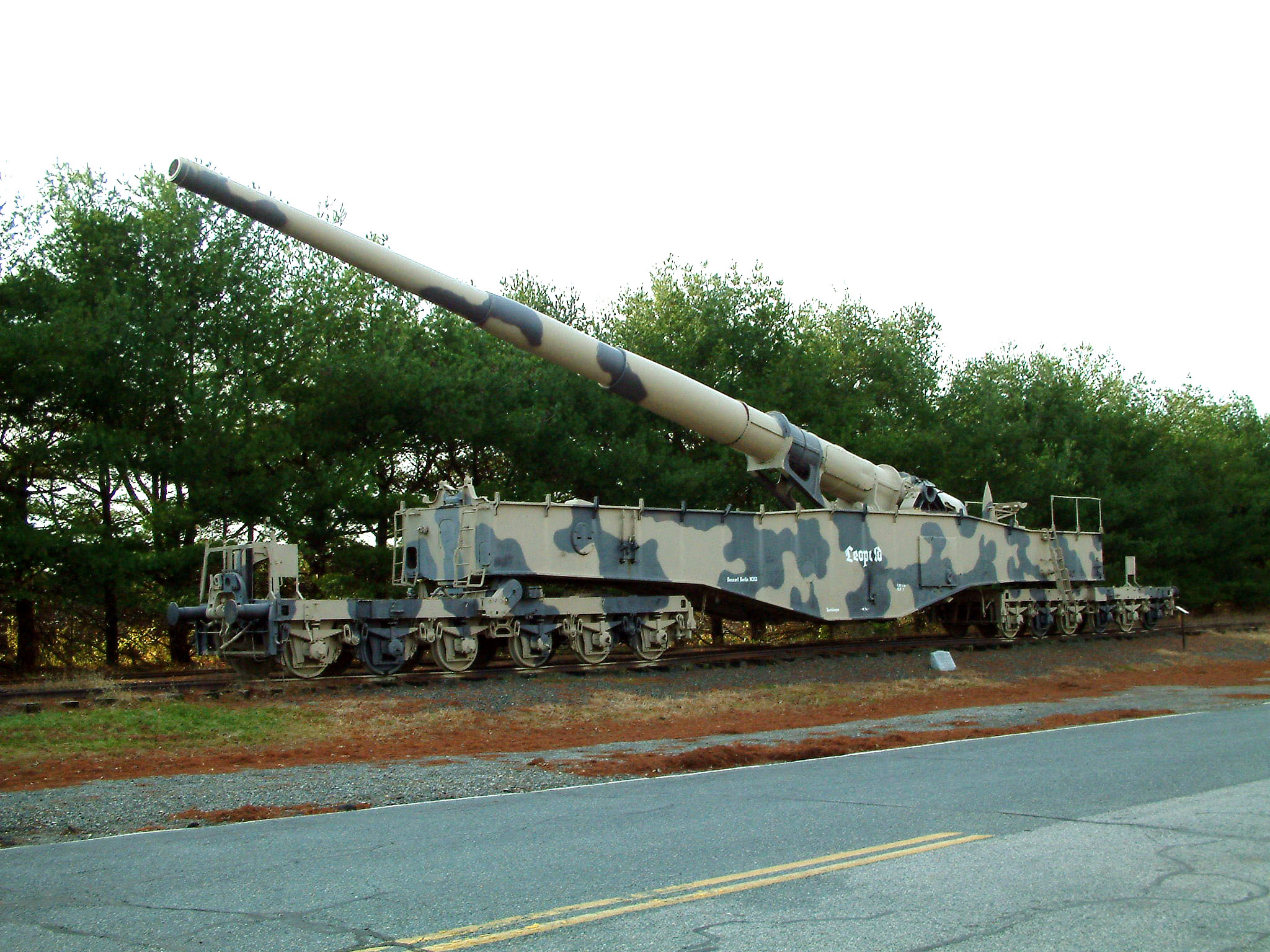
列車砲「クルップK5」（復元、アバディーン戦車博物館）

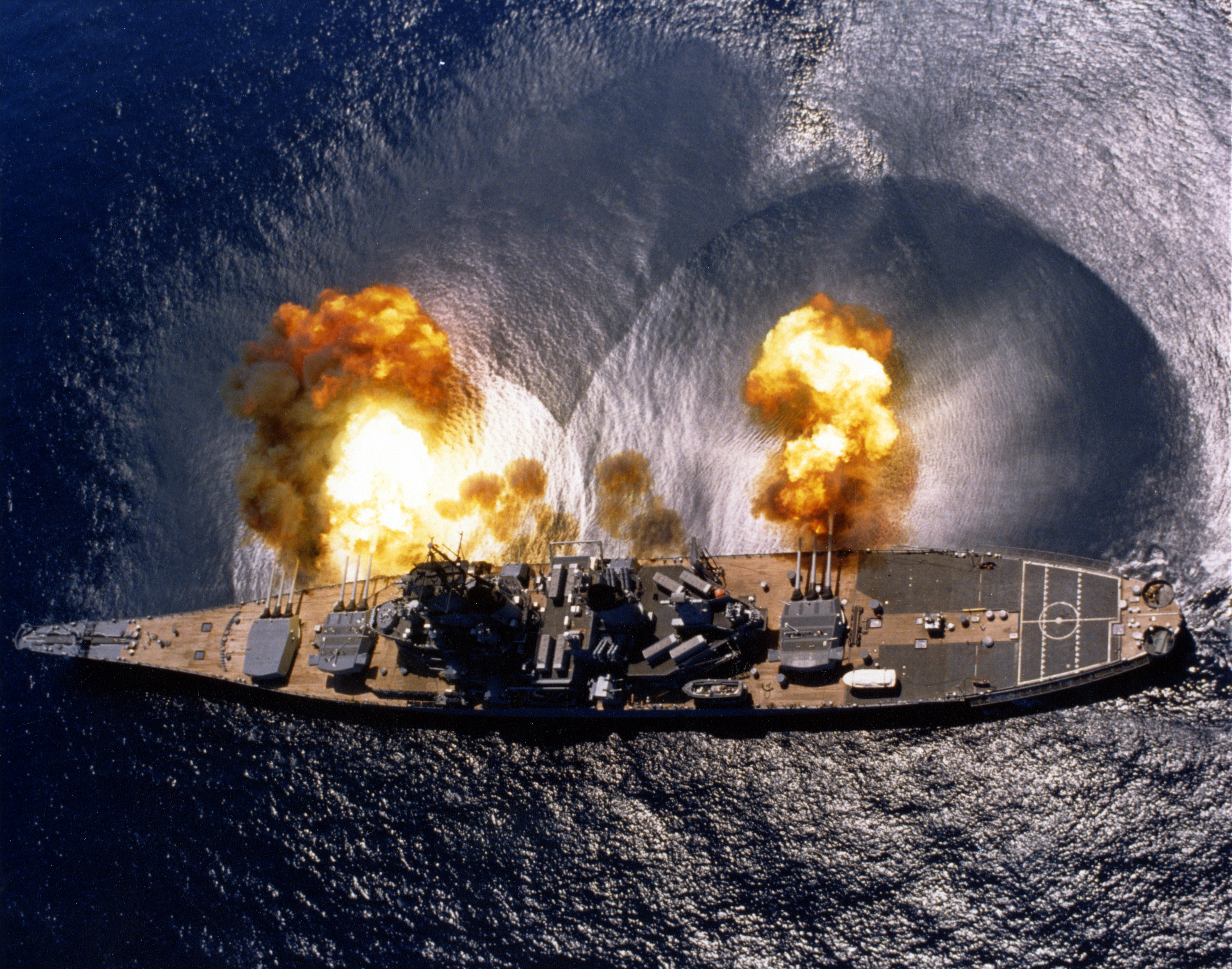
主砲を斉射するアイオワ（モスボール解除後の1984年）

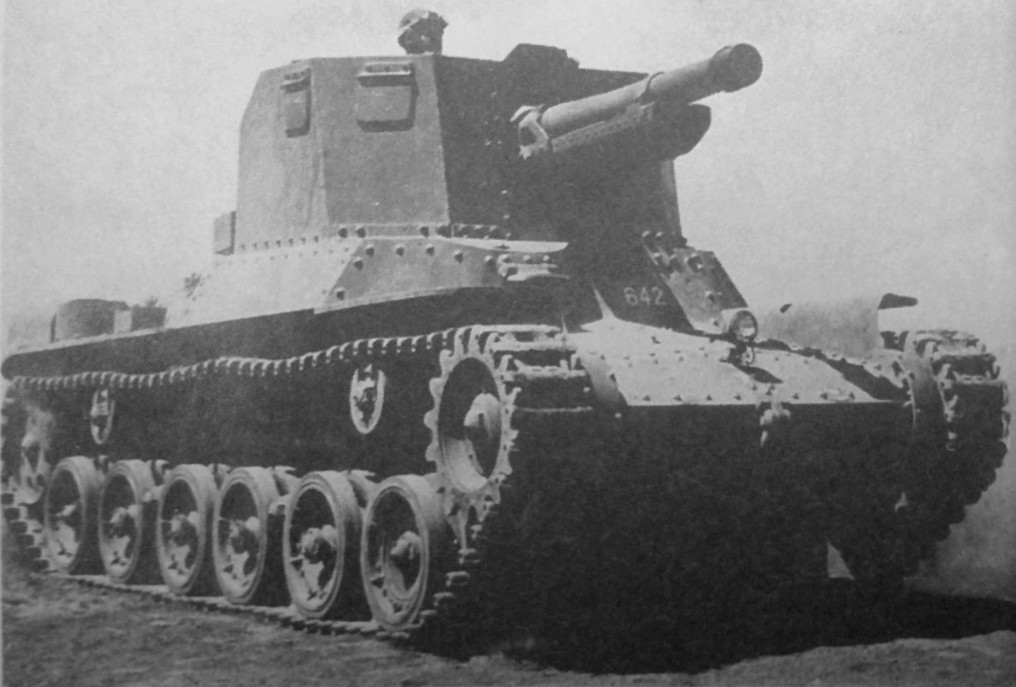
大日本帝国陸軍の自走砲、一式十糎自走砲（ホニII）

第一次世界大戦の犠牲者の7割は大砲によるものだった。第一次大戦では塹壕戦が中心であり、その前方に築かれた鉄条網や機関銃により従来の戦法(生身の兵士による突撃)の効果は薄くなっていった。大砲はそれらの防御陣地を遠距離から破壊することが可能だったため、戦術的な価値はより認められるようになったが、これには攻撃目標が敵に伝わってしまうという欠点があった。
戦闘では継続的な敵への攻撃が必要だったため、短期間で相手以上に多くの損害を与えられる巨大な火砲が必要とされた。そのニーズに伴い大砲の口径も巨大化を続け、その代表としてはより高く鋭い位置角度から敵地に砲弾を落とすことができた榴弾砲などが挙げられる。大砲の威力が増すと共に兵士たちへの精神的負担も増加したが、これをイギリスの人々は戦闘ストレス反応（シェルショック＝砲弾によるショック）という言葉で表した。激しい砲撃で大きい心理的ダメージを受けたのが原因であり、シェルショックはその体験の現れだった。
速射砲が用いられたのはこの頃であり、M1897 75mm野砲、18ポンド野砲、77mm野砲などが開発された。特にM1897 75mm野砲のデザインは、それ以降の一部の大砲にも引き継がれている。
また当時、特に重要な箇所ではコンクリート製の地下に居住区を持つ要塞が作られ、遠距離からの砲撃ではそれを破壊することができなかった。そのため近距離まで肉薄し攻略する必要が生まれたが、主力部隊を前進させるには同士討ちを避けるため砲撃を停止させなくてはならず、それは敵側としても「相手の主力が今から侵攻してくる」という合図になった。守備兵は位置につくと接近する敵を機関銃や砲で倒すということを繰り返し、その度に攻撃側は多大な犠牲を積み上げることになった。その対抗策として装甲で守られた砲座や機銃座そのものを車両化して前進させ、守備側の迎撃に耐えつつ銃座や砲座を近距離から狙い撃ちして無力化させるアイデアを各国は具現化した。戦車の誕生である。
第二次世界大戦でも基本的には同様の戦法が使われた。太平洋戦争におけるアメリカ軍の「鉄の嵐」と言われる苛烈な砲撃はその一例といえる。
前述した通り第一次大戦式の長い砲撃では事前に攻撃地点が敵に伝わってしまうという欠点があり、それを回避するため攻撃地点に火力を集中させ、短時間で多数の砲弾を送り込むように戦術は変化していった。ここで重要視されたのは「火力の集中」であり、それは大砲の高火力化のみならず、機動力の獲得も必要としたのである。これにより大砲には車輪が取り付けられ、より高速な陣地転換を可能にした。これには第一次大戦時のフランスの大砲をベースに米軍が開発した155mmカノン砲M2などがあり、これらは牽引砲と呼称される。
これらの兵器は「常に変わっていく戦況の中でどの様に対応していくのか」という問題に直面した。牽引砲はその名の通り牽引車で運ばれていた。その際車輪が付けられているものは戦場での移動を簡単なものにしたが、目まぐるしく変わる戦況の中に牽引による移動では限界があり、第二次大戦当初のドイツなど馬で大砲を引いていたものに関してはより一層致命的な問題であった。その解決策として大砲に車体・エンジンを搭載し、牽引を必要とせず独力で移動できるようにした自走砲が開発されたが、こういった大砲は戦車への随伴を可能にし、機動戦に対する適応力を向上させた。代表的な第二次大戦期の自走砲としてはアメリカ合衆国のM7自走砲（プリースト）や英国のセクストン自走砲などがあり、その自走砲は第一次大戦の頃には少数ながら登場していた。
また移動においても陸上を進むだけではなく、空を行くことも可能になった。大砲は空輸が可能となり、敵地に乗り込む空挺部隊で運用されるようになった。1944年のノルマンディー上陸作戦やマーケットガーデン作戦を通して、連合軍の空挺部隊は敵陣へと空から降り立った。輸送機で空挺部隊を空へ運ぶことが出来るのだから、大砲も輸送機で運べる大きさにすれば良いという発案のもと、必要な場所に直接送る方法を採用した。6ポンド砲、17ポンド砲、40mm対空機関砲、更に75mm榴弾砲も送った。これらの大砲は敵地で孤立している空挺部隊にとって心強い味方となった。敵に囲まれた空挺部隊の為、あらゆる種類の大砲が必要な場所に送られた。また、少数だが航空機に大砲を装着するようになった。大砲の重量や反動に耐えうる、かつ照準のための機動性を確保しうるB-25や四式重爆撃機（キ109）のような中型爆撃機クラスが選ばれることが多かったが、比較的軽量の攻撃機であるHs 129に75mm対戦車砲を搭載した例もある。
艦砲は海での戦いを制するために発達してきた。第二次大戦までに海に浮かぶ火力として戦艦や巡洋艦など戦闘艦の火砲が数々の砲弾を発射し、熾烈な砲撃戦を繰り返していた。海における戦闘は自身・標的共にに動き続けており、何もない海洋であるがために位置関係が把握しづらいなど、複雑な問題を抱えており陸での砲撃とはあらゆる面で異なっていた。戦闘艦に巨大な大砲が取り付けられるようになったのは第一次大戦の時期からであり、遥か遠方の敵を見定めるため海兵たちは高性能の測定器や観測用の航空機を使用した。高い破壊力をもつ艦砲は戦いの行方を十分左右しえるものであり、大和型戦艦の象徴でもある45口径46cm3連装砲は、専用の運搬船「樫野」を建造するほど巨大なものとなった。アイオワ級戦艦のニュージャージーは、第二次大戦期の有名な戦艦の一つである。
一方陸でも戦闘艦と同様に巨大な大砲が開発された。第一次世界大戦ではより大きな火砲を使えば膠着状態を打破できるという思想のもと鉄道を利用した巨大な列車砲が設計されたが、ドイツ軍が作った当時最大の長距離砲「パリ砲」の効果はさほどではなく、それよりかはむしろ「恐怖の象徴」ともいうべきものだった。第二次世界大戦でも巨砲は進化を続け、アドルフ・ヒトラーとその側近たちは政治的宣伝効果を重視して巨大な火砲を追求していった。その極限がクルップK5　80cm列車砲（名称：ドーラ/グスタフ）であり、史上最大にして最後の列車砲となった。

### ベトナム戦争

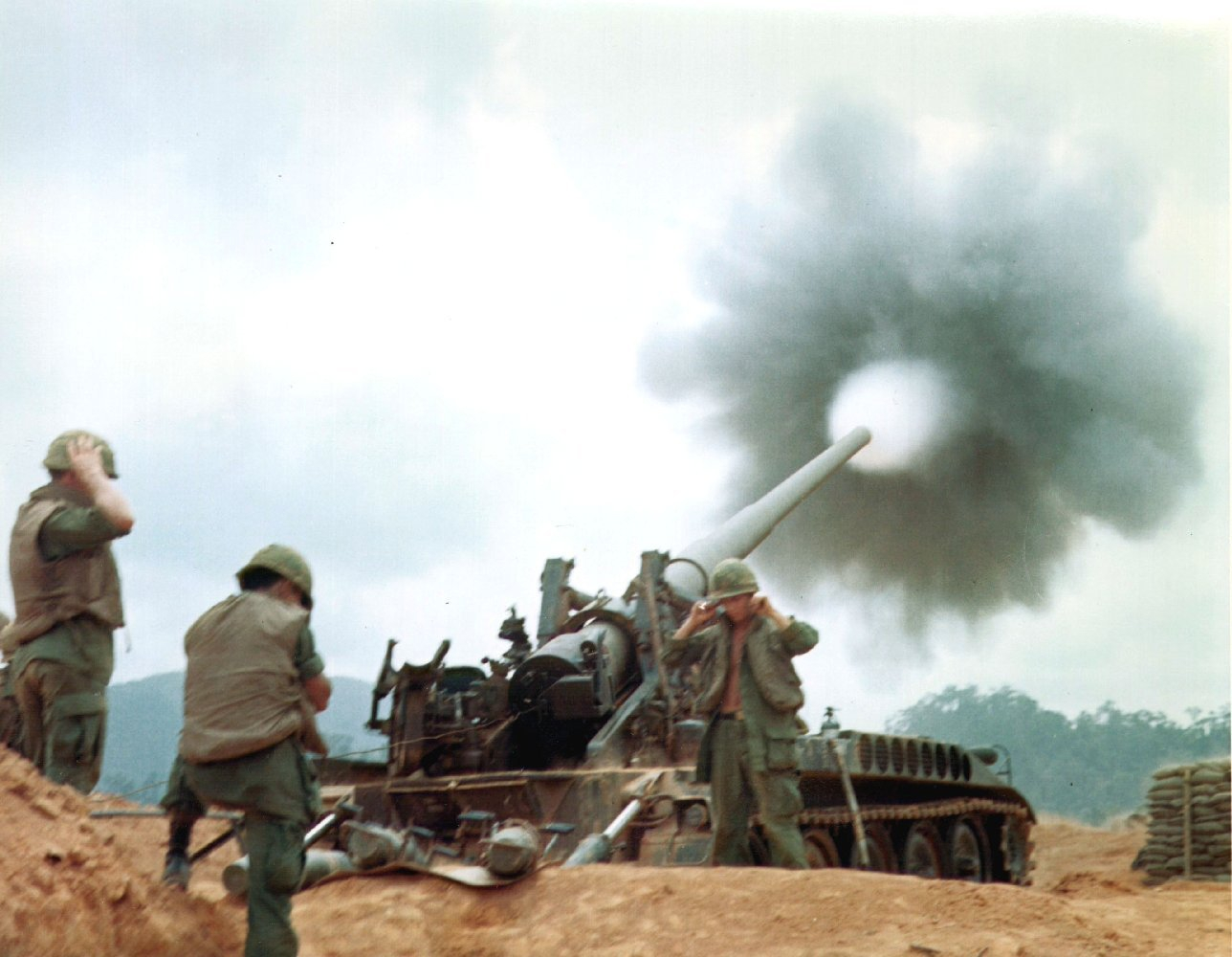
ケサンの戦いにおいて、友軍を支援するアメリカ陸軍のM107

ベトナム戦争でも大砲を運ぶことが望まれ、ヘリコプターの開発が進むと、従来では運搬が困難だった場所も運べるようになった。この時も大砲と砲兵のチームが、激戦地で戦う兵士たちの支援戦闘のため、空から降り立った。ケサンの戦いにおいても、正確な対砲兵射撃を行い味方の部隊を守る活躍をみせる。敵から味方を守る「鉄の壁」を作ってくれたのは大砲だった。
こういった大砲を時に大陸を越えてまで戦場へ輸送出来るか否かは、今日の戦闘においても勝敗に大きな影響を与える。こうしたニーズから、プリミティブな形態の牽引砲もM777 155mm榴弾砲のように最新技術を駆使してより軽量な砲を開発する試みがたゆまず続けられている。また、戦闘機や中距離以上の対空ミサイルを持たない敵対勢力相手に限定されるものの、長大な滞空時間により低コストで持続的な対地支援を行いうる、特にゲリラ掃討戦に向いた航空攻撃手段として、大砲を備える航空機、ガンシップが一定の価値を認められた。

### 冷戦以後
第二次大戦当時から、火力投射手段としてあまりにも肥大化し過ぎた巨砲は、急激に発展した航空機による爆撃（空爆）により淘汰されていった。加えて、大戦末期に萌芽が現れたミサイルが大砲の領分に進出してくる。大砲が口径に比例して甚だしく増大する重量と射撃時の反動に耐える必要があるのに比べ、ミサイルを含むロケット兵器は歩兵携行あるいはトラックなど、はるかに軽便な発射母体から運用可能であること、何より射撃後に誘導修正することによる長射程と高い命中精度のメリットがある。列車砲、戦艦主砲から対艦ミサイル、対戦車砲から対戦車ミサイルのように、完全にミサイルに駆逐されて土台となる兵器ごと消滅してしまった例もある。冷戦中期までに弾道ミサイルや巡航ミサイルは大陸レベルの射程を誇り大砲の次元をはるかに超えた兵器へと進化を遂げた。
戦闘機から機関砲を撤廃したり、ミサイル戦車あるいは戦車不要論が喧伝されたこともあった（ミサイル万能論）。しかしその後の戦訓により、地形等の理由によりミサイルは常に射程の長さを活かせるとは限らない、威力射程が同程度の砲弾に比べ高価な上に大きくかさばるため戦闘で携行可能な弾数でも兵站レベルでの補給可能量においても継戦能力が劣る、砲のように標的の性質に応じて弾種を選択できない、砲弾よりずっと初速が遅く母機から誘導し続けなければならない場合があり特に近距離戦で重要な即時性を欠く。
航空爆弾も航空機の高コストと滞空時間の限界から一過性に留まり大砲の遍在性と即応性を具備し得ないことなどの問題が明らかとなり、21世紀現在に到っても砲はミサイルや航空爆弾と各々異なる価値を持つ兵器として共存し続けている。ガンランチャーや誘導砲弾など、砲とミサイルの美点を融合させる試みも実用段階に達してきている。
また、中世以来の火薬力による砲から、電気的エネルギー（ローレンツ力）を利用するレールガンなど、まったく新たな射出原理に基づく砲の研究開発も続けられている。

### 日本での歴史

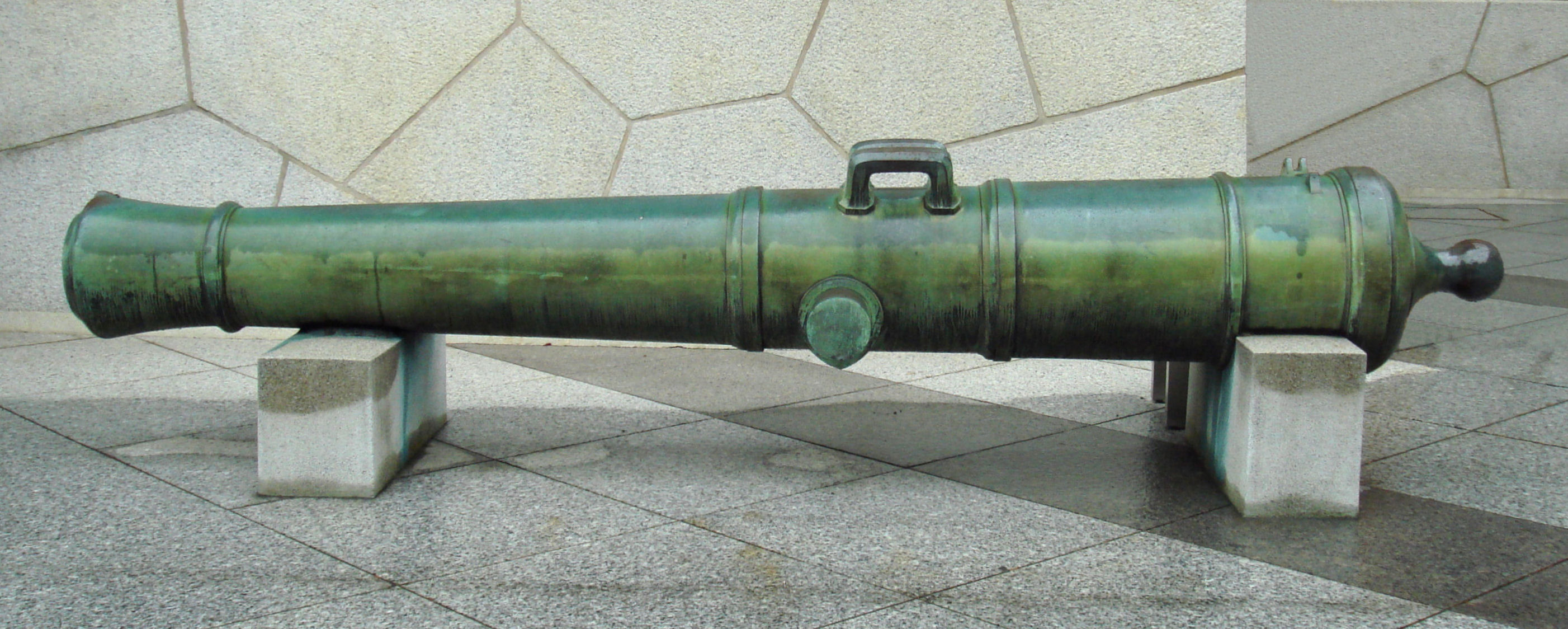
幕末期、外国勢を迎え撃つために、品川台場に設置されていた80ポンド青銅製カノン砲（口径250mm、砲身長3830mm）

1576年（天正4年）、大友宗麟がポルトガルの宣教師より石火矢（フランキ砲）を入手し「国崩し」と名付けたのが日本における最初の大砲とされる。以後、石火矢は火縄銃を大型化した大筒（大鉄砲）と共に海戦・攻城戦において構造物破壊に用いられる。なお日本では快速機動の重視や起伏の多い地形の為、重量がかさばる大砲の野戦における運用は殆どなされていない。
日本では1590年代から大砲生産が盛んになり、1614年（慶長19年）には大坂の陣に備えて、徳川家康はイギリスやオランダより大口径の前装式青銅砲（カルバリン砲等）を購入している。これらは後に国産化され、和製大砲となる。
1639年（寛永16年）には江戸幕府が前年の島原の乱における戦訓から、榴弾とそれを運用する臼砲の供与をオランダ商館に求める。ハンス・ヴォルフガング・ブラウンが平戸で臼砲を製造して江戸にて試射を行っている。1650年（慶安3年）にもユリアン・スヘーデルによる臼砲射撃が江戸で行なわれている。
これ以降、日本では大規模な戦乱がなくなり、大砲の発展も停滞する。
1841年には高島秋帆が徳丸ヶ原（現高島平）で日本最初の近代砲術訓練を行い、西洋式の大砲と和製大砲の技術差を露呈した。1850年代に次々と外国軍艦が来航し、国防のため江戸幕府は寺の梵鐘を溶かして大砲を鋳造するよう命じる毀鐘鋳砲の勅諚を発令。諸藩は韮山反射炉等の反射炉を建設して大砲を鋳造するなど新技術の導入に力を入れたが、1862年の薩英戦争や1864年の下関戦争で欧米との技術差は実戦により明らかとなる。特に下関戦争では、長州藩の日本製32ポンド砲などによる砲台は四国艦隊の艦載110ポンドアームストロング砲などにまったく太刀打ちできず敗北した。
これらの戦闘の後、薩摩藩や長州藩は主にイギリスから兵器の輸入を進める一方、幕府もフランスの援助を受けて軍の近代化を進めた結果、両者が衝突した第二次長州征伐や戊辰戦争では各地で近代的な大砲による野戦や攻城戦が繰り広げられた。フランスで開発された四斤山砲は第二次長州征伐で幕府軍が使用して以降、輸入やコピーが進み、一連の戦争を通じて両者の主力野戦砲となった。この頃には諸藩の技術も向上し、上野戦争では新政府側の佐賀藩が製造したアームストロング砲が投入され、会津戦争では新政府軍が焼玉式焼夷弾を会津若松城攻撃に用いた。旧幕府方の長岡藩も北越戦争でアームストロング砲やガトリング砲を使用して新政府軍を苦しめている。
明治維新後は大砲の国産化が進んだ。（大日本帝国陸軍兵器一覧#火砲・投擲器を参照）

### 中国での歴史
火薬、およびその燃焼ガス圧により物体を投射する火器ならびにロケットの概念も中国圏で発明されたものだが、その後の科学技術発展は停滞し、逆に西洋側からの知見や現物の輸入に頼るようになった。
中国における西洋式大砲の輸入は15世紀初め、明の成祖の交趾征伐時であり、ポルトガルから輸入した「紅夷砲」が後金に対して使用された。明では「神機砲」と呼び、「神機営」という砲兵隊が設けられたが、主に爆音で相手を驚かせる用途で、あまり改良はされなかった。その後、1621年にポルトガル宣教師を火砲に従軍させたり、ドイツ宣教師が砲術を伝えたが、中国人は製造・砲術の基礎となる自然科学精神の理解が乏しかったため、火砲を中心とした近代攻城戦・野戦の戦術を採用する姿勢がなく、製造した大砲に「安国全軍平遼靖膚将軍」の号を与え、あつく祭祀する有り様だった。

## 大砲の分類
大砲はその形状・構造や用途・歴史的経緯等によって様々な分類がある。

### 用途等による分類
用途、歴史的分類による種別は以下の通り
- 攻城砲 (siege gun)
- 野戦砲 (Field artillery)
  - カノン砲 (cannon)
  - 榴弾砲 (howitzer)
  - 野砲 (field howitzer)
  - 山砲 (mountain gun)
  - 臼砲 (mortar)
  - 迫撃砲 (mortar)
  - 歩兵砲 (infantry gun)
- 対戦車砲 (anti tank gun)
- 対空砲 (anti aircraft gun)
  - 高射砲
- 機関砲 (autocannon)
  - 航空機関砲
- 戦車砲 (tank gun)
- 自走砲
- 艦砲
- 列車砲 (railway gun)
- 要塞砲
  - 海岸砲
- 速射砲
- 原子砲

### 射程と弾道による分類
- 曲射砲
- 平射砲

### 構造による分類
ライフル砲
砲身の内側の施条により、砲弾の飛翔時に回転を加えることによって、弾道の安定を図る方式の砲
滑腔砲
砲身の内側が滑らかになっている砲。ライフル砲に対するレトロニム。
ゲルリッヒ砲
砲尾から砲口にかけて口径が小さくなってゆく砲。口径漸減砲とも呼ばれる
多薬室砲（その形状からムカデ砲とも呼ばれる）
通常は尾栓側に入れられた装薬の力によって砲弾を発射する所を、複数の薬室を設け段階的に加速する事で射程の延長などを目指した砲
液体装薬砲
発射薬として液体の薬剤を使用する砲
無反動砲
ロケット砲
低圧砲
主に対戦車砲ないし軽量戦車砲として運用される。通常の火砲よりも低い腔圧、低初速で発射することにより、軽量低反動化を図った砲の総称。歩兵用擲弾発射器に広く利用される高低圧理論に基づくコッカリル 90mm低圧砲や、無反動砲、ロケット弾発射機などからの派生的形式などがある。
前装式砲

後装式砲

嚢砲
弾丸と袋詰された発射薬とを順に込めて使用する砲。砲尾に気密のための構造が必要になる
莢砲
金属薬莢式の砲
固定薬莢砲
砲弾と薬莢が固定されている莢砲
分離薬莢砲
砲弾と薬莢が固定されていない莢砲

## 砲兵
大砲を専門に運用するための軍隊の兵科を砲兵と呼ぶ。

## 砲弾
大砲に使われる弾を砲弾と呼ぶ。砲弾は、発射される際に得た運動エネルギーによって破壊、殺傷効果を及ぼす運動エネルギー弾と、命中時に爆発することで被害をもたらす化学エネルギー弾に大別される。
大砲自体の発展に伴い、砲弾も殺傷力を高めるために進化していく。初期の砲弾は固い石が使われていた。そして徐々に殺傷力を向上させ、金属の砲弾や中に爆薬を仕込んだ砲弾が登場した。1784年イギリスの砲兵ヘンリー・シュラプネルが榴散弾という画期的な砲弾を生み出した。殺傷能力が桁違いでシュラプネルの名が榴散弾の別名になっている程である。更にアルフレッド・ノーベルの爆薬の開発により、砲弾は飛躍的に進化する。これにより砲弾が爆発する際の殺傷能力が高まった。軍でも爆薬の開発に勤しみ、コルダイトなどの爆薬が誕生した。爆発物としての性能が実に高く、破壊力も著しく向上した。

## 基本用語集
あいうえお順
- 脚架（）
迫撃砲及び無反動砲において、高低装置、脚などで構成され、方向装置を介して砲身部を支える装置。
- 前車（）
野戦砲が牽引行軍する際に装着する補助輪。
- 駐鋤（）
主に砲架の後端につく、地面に食い込んで耐反動力を強化する器具。スペードともいう。
- 駐退機（）
砲身を後退させて射撃反動の一部を逃がし、元の位置へ復帰させる、一種のサスペンション装置。
- 平衡機（）
砲身の俯仰動作の妨げになる、前後の重量の偏りを補正する装置。
- 閉鎖器（）
尾栓のうち、特に後装式火器で薬室の閉鎖と開放を行う機構。大部分の大砲は隔螺式と鎖栓式に2分される。
- 砲口（）
砲身の先端
- 砲口制退器（）
単に制退器、マズルブレーキともいう。砲口からの発射ガス圧の一部を後方寄りに偏向し反動を軽減する装置。
- 砲耳（）
大砲の狙いをつける（射距離を調節する）ための、砲身の上下の俯仰動作を行う可動軸。
- 砲尾（）
砲身部の後端部
- 砲架（）
砲身の支持架台
- 砲車（）
大砲を移動させるための車輪。車台は普通は砲架と一体化されている。

## 逸話
- ガリレオ・ガリレイは、大砲の弾道学を研究した。
- 世界最初のコンピュータのひとつであるENIACは火砲の弾道計算の目的で製作された。
- 大砲を製造する技術・資材のない土地では、木砲を製作して利用することがあった。木砲とは、砲身を一つの丸木からくりぬくか、または複数の木材を組み立てて形成し、周囲を竹のたがやロープで幾重にも巻いて補強したものである。金属製の大砲と比べ使用できる発射薬の量も砲身命数も当然大きく劣る。砲身を英語で樽と同じbarrelと呼ぶのは、木砲作りに樽作りの技術を応用した名残といわれる。有名な話としては、日露戦争の際旅順の戦いにおいて日本軍は木砲を造り使用したという話も残っている[注 4]。
- 「弾丸（球）を遠くに運ぶ」というイメージから野球において頻繁に本塁打を打つ打者又は強打者のことを表す言葉としても用いられる。日本人の強打者は和製大砲とも呼ばれる。
  - 野球では投手と捕手の組を「バッテリー」というが、「battery」には「一組の」という意味の他に「砲兵中隊・砲列」という意味もある。これは、チームの投手力を砲台に喩えたことが由来とされる。
- 楽器として用いられることもある。よく知られているものはチャイコフスキー作曲の「序曲1812年」だが[13]、それ以前にベートーヴェンの「ウェリントンの勝利」にも使われている。どちらの曲にも、楽譜上に “Cannon” 等のように楽器指定されている。
  - 陸上自衛隊の音楽隊が観閲式などで「序曲1812年」を演奏する際には、特科部隊が音楽隊へ編入され、本物の大砲により空砲を撃つ。この演奏に使われるのは、旧式のM101 105mm榴弾砲である[14]。2007年の富士総合火力演習では現役装備である155mm口径のFH70を使用したが、発砲音が強力過ぎて演奏者や聴衆の聴覚が麻痺したため、失敗に終わった[15]。
- 人間を砲弾として打ち出す曲芸は人間大砲と呼ばれる。

## 比喩
大砲は、その大きさ・威力があることから、それになぞらえてインパクトのある物事を例えることがある。
例として日本銀行の政策を「日銀砲(黒田砲)」、週刊文春のスクープを「文春砲」と呼ぶなど。
2ちゃんねるにおける「田代砲」も、ごく短時間で迷惑メールサーバを破壊する、大量の組織票を入れられることなどから「砲」の名前を持つ。
また野球において、高い打力を持ち本塁打の量産が期待できる選手を「大砲」と形容する。日本人選手の場合には「和製大砲」とも呼ばれる。